# 바수데바 칸바
바수데바 칸바(재위: 기원전 75년 ~ 기원전 66년)는 칸바 왕조의 창시자이다. 그는 원래 마지막 숭가 황제 데바부티의 아마티야(대신)였지만, 데바부티를 죽이고 칸바 왕조를 세웠다. 바나의 하르샤차리타에는 그가 황후로 변장한 노예 여성의 딸에 의해 데바부티의 죽음 이후 권력을 잡았다고 적혀있다. 아들 부미미트라가 그의 자리를 계승하였다.

## 권력 승계
그는 원래 마지막 숭가 황제 데바부티의 아마티야(대신)였지만, 데바부티를 죽이고 칸바 왕조를 세웠다. 바나의 하르샤차리타는 그가 황후로 변장한 노예 여성의 딸에 의해 데바부티의 죽음 이후 권력을 잡았다고 알려준다.

## 치세
그는 비슈누교도(비슈누의 숭배자)였다. 그의 통치 기간 동안 걷힌 세금의 대부분은 사원들을 위해 사용되었다. 그는 예술의 유명한 후원자들 중 한 명이었다. 그의 통치 기간 동안, 인도-그리스인들이 침략했지만, 그는 가까스로 황좌를 지켜냈다. 그의 아들 푸미미트라가 그의 제위를 계승하였다.

## 같이 보기
- 데바부티

## 추가 읽기
- Lahiri, Bela: Indigenous States of Northern India (circa 200 B.C. - 320 A.D.), University of Calcutta, 1974.